# Ольтрона-ді-Сан-Маметте
Ольтрона-ді-Сан-Маметте (італ. Oltrona di San Mamette) — муніципалітет в Італії, у регіоні Ломбардія, провінція Комо.
Ольтрона-ді-Сан-Маметте розташована на відстані близько 520 км на північний захід від Рима, 37 км на північний захід від Мілана, 12 км на південний захід від Комо.
Населення — 2360 осіб (2014).
Покровитель — San Giovanni.

## Демографія
Населення за роками:

Станом на 1 січня 2023 року в муніципалітеті офіційно проживали 122 іноземці з 30 країн, серед них 21 громадянин країн Євросоюзу та 6 громадян України.

## Сусідні муніципалітети
- Апп'яно-Джентіле
- Берегаццо-кон-Фільяро
- Лурате-Каччивіо
- Ольджате-Комаско